# Pondokwuluh
Pondokwuluh is een bestuurslaag in het regentschap Probolinggo van de provincie Oost-Java, Indonesië. Pondokwuluh telt 5698 inwoners (volkstelling 2010).